# Palikije (gmina)
Palikije (od 1874 Wojciechów) – dawna gmina wiejska istniejąca w XIX wieku w guberni lubelskiej. Siedzibą władz gminy były Palikije Pierwsze.
Za Królestwa Polskiego gmina Palikije należała do powiatu lubelskiego w guberni lubelskiej.
Gmina została zniesiona w 1874 roku przez przemianowanie na gmina Wojciechów.